# Антуанетта де Бурбон-Вандом
Антуане́тта де Бурбо́н-Вандо́м (фр. Antoinette de Bourbon-Vendôme; 25 грудня 1494, Гамський замок, Сомма, Пікардія, Французьке королівство — 22 січня 1583, замок Жуанвіль) — прародителька клану Гізів, дружина Клода Лотаринзького, герцога де Гіза. Бабуся шотландської королеви Марії Стюарт.

## Життєпис
Антуанетта була передостанньою дитиною і старшою з дочок графа Франсуа Вандомського і Марії Люксембурзької. Про її дитинство відомостей збереглося мало. Коли їй було два роки, помер її батько і главою сім'ї став старший з синів, Шарль IV де Бурбон. Її освітою займалася мати.
1513 року Антуанетта була в числі супровідників Клод Французької при зустрічі з її майбутнім чоловіком, герцогом Ангулемським, який згодом став королем Франції Франциском I. Тоді вона й познайомилася з Клодом Лотаринзьким, який перебував у свиті Франциска. Трохи пізніше Франциск від імені Клода просив руки Антуанетти в її брата і отримав згоду. 9 червня 1513 підписано шлюбний контракт, і кілька днів по тому Антуанетта одружилася з Клодом Лотаринзьким, у шлюбі з яким народила дванадцять дітей.
Перші роки шлюбного життя Антуанетта провела в замку Бар-ле-Дюк, самостійно керуючи великим господарством, оскільки її чоловік у той час разом з королем Франциском проводив військову кампанію в Італії. У Бар-ле-Дюк вона народила перших дітей — дочку Марію і сина Франсуа. Коли 1519 року свекруха Антуанетти, Філіппа Гельдернська, вирішила піти в монастир, родина переїхала до Жуанвілля. Оскільки Клоду Лотаринзькому доводилося багато часу проводити при королівському дворі в Парижі, обов'язки з управління численними володіннями Антуанетта взяла в свої руки, продемонструвавши неабиякий талант у вирішенні адміністративних і фінансових проблем. До неї зверталися і як до посередниці щодо майнового спору, так Франсуа де Невер і Антуан де Круа, граф де Порсьєн, просили Антуанетту врегулювати питання щодо графства Бофор.
1528 року Франциск I на знак подяки за військову службу надав її чоловікові перство і титул герцога де Гіза, поклавши тим самим початок новій династичній лінії, що сходила до Лотаринзького дому і зіграла згодом важливу роль в історії французького королівства. У період релігійних воєн у Франції Гізи показали себе стійкими прихильниками католицизму. Сама Антуанетта також мала славу ревної католички, владний характер і сильне почуття сімейної гордості і закликала своїх синів понад усе шанувати і захищати свою віру та інтереси клану Гізів, за що гугеноти прозвали її «матір'ю тиранів і ворогів Євангелія» (фр. la Mère des Tyrans et des ennemis de l’Evangile). Однак, попри безкомпромісність у релігії, вона була також відома своєю благодійністю і милосердям до людей, незалежно від їх вірувань. Так, під час війни вона надала допомогу гугенотам-найманцям, які голодували, забезпечивши їх провіантом і одягом і дозволивши їм безперешкодно повернутися до себе на батьківщину. У Жуанвіллі герцогиня сприяла будівництву лікарень, відновленню церков, зруйнованих під час воєн, а також за її ініціативою засновано монастир для бенедиктинок.
Після смерті Клода де Гіза 1550 року главою клану Гізів став старший син Франсуа, проте кермо влади, як і раніше, залишалося в Антуанетти. Зрідка з'являючись при дворі, більшу частину часу вона проводила в замку Жуанвілль, студіюючи релігійні праці і виховуючи численних онуків і нащадків інших знатних родин. Під її опікою в різний час перебували Марія Стюарт, Катерина Клевська, Марія Лотаринзька (згодом абатиса в Шеллі), а також Шарль I Лотаринзький, герцог д'Ельбеф, один з непримиренних противників короля-протестанта Генріха IV Бурбона. Антуанетта помітно вплинула на виховання своєї внучки Марії Стюарт під час перебування тієї при французькому дворі, а також була її головною порадницею. У листі від 1 жовтня 1548 року, після першої зустрічі з Марією, герцогиня зазначила, що «вона і справді дуже гарненьке і розумне дитя … в цілому, ми можемо бути нею задоволені». Прагнучи зміцнити родинні почуття, вона також розраховувала забезпечити підтримку Гізам з боку Марії в майбутньому. На церемонії заручення внучки з дофіном Франсуа Антуанетта виступала довіреною особою з боку матері нареченої, оскільки сама Марія де Гіз не змогла бути присутньою.
Антуанетта де Бурбон, герцогиня де Гіз, померла в ніч із 22 на 23 січня 1583 року в замку Жуанвілль, переживши всіх своїх дітей, за винятком Рене, абатиси монастиря Сен-П'єр. Похована поруч із чоловіком і старшим сином Франсуа в парафіяльній церкві Жуанвілля. Через чотири роки після її смерті в Англії обезголовлено її внучку, шотландську королеву Марію Стюарт.

## Діти
- Марія (22 листопада 1515 — 11 червня 1560), в першому шлюбі була з Луї, герцогом де Лонгвілем, у другому — з королем Шотландії Яковом V; мати Марії Стюарт.
- Франсуа (24 лютого 1519 — 18 лютого 1563), 2-й герцог де Гіз, глава католиків, генерал-лейтенант Франції.
- Луїза (10 січня 1520 — 18 жовтня 1542), була одруженою з Шарлем II де Кроєм.
- Рене (2 вересня 1522 — 3 квітня 1602), абатиса.
- Шарль (17 лютого 1524 — 26 грудня 1574), кардинал Лотаринзький, архієпископ Реймський.
- Клод II[ru] (18 серпня 1526 — 3 березня 1573), герцог Омальський.
- Луї (21 жовтня 1527 — 29 липня 1578), кардинал де Гіз, архієпископ Санський.
- Філіп (3 вересня 1529 — 24 вересня 1529).
- П'єр (3 квітня 1530 — червень 1530).
- Антуанетта (31 серпня 1531 — 6 березня 1561), абатиса.
- Франсуа (18 квітня 1534 — 6 березня 1563), великий пріор Мальтійського ордена.
- Рене II (14 серпня 1536 — 14 грудня 1566), барон, потім маркіз д'Ельбеф.